# 管区気象台

管区気象台と管轄

管区気象台（かんくきしょうだい、英: District Meteorological Observatory）は、気象台の一種で、気象庁の地方支分部局の1つ。全国に5か所置かれている。主に気象情報の発表や地震火山の観測などの業務を担当している。各管区気象台とも、管内の地方気象台および測候所を監理している。

## 沿革
- 1930年（昭和5年）8月25日 - 中央気象台大阪、福岡支台創立
- 1937年（昭和12年）10月28日 - 中央気象台札幌支台創立
- 1939年（昭和14年）11月1日 - 内地全体に階層的に気象管区、地方気象区、測候区が設定され、それぞれに応じた気象官署として管区気象台、地方気象台、測候所が設置される[1][注釈 1]。
中央気象台札幌、大阪、福岡支台から札幌、大阪、福岡管区気象台へ改組[2]。
北部、東部、中部、西部の4気象管区制。[1]
- 1945年（昭和20年）8月11日 - 地方気象区・地方気象台が廃され階層が整理されるとともに、全ての気象管区・測候区に管区気象台・測候所がそれぞれ設置される[3]。
仙台、名古屋、広島地方気象台が、それぞれ仙台、名古屋、広島管区気象台および測候所に改組。中央気象台と高松測候所の場所に、それぞれ東京、高松管区気象台を新設[4]。
北部、東北、東部、東海、中部、中国、四国、西部の8気象管区制[5]。
- 1946年（昭和21年）6月27日 - 新潟測候所[注釈 2]の場所に新潟管区気象台を新設[6]。
北部、東北、北陸、東部、東海、中部、中国、四国、西部の9気象管区制[7]。
- 1949年（昭和24年）11月1日 - 行政整理の一環として管区気象台の一部を規模縮小し[8]、再び地方気象台が設置される[9]。
新潟、名古屋、広島、高松管区気象台から、新潟、名古屋、広島、高松地方気象台に改組[10]。
北部、東北、東部、中部、西部の5気象管区制[10][11][注釈 3]。
- 1972年（昭和47年）5月15日 - 沖縄の本土復帰に伴い、琉球気象庁から沖縄気象台に改組。

当初、気象庁は沖縄の本土復帰に合わせて那覇管区気象台への改組を計画したが、大蔵省との折衝の結果、ミニ管区とすることにし、沖縄気象台となった。

## 各管区気象台と管轄区域
各管区気象台の名称及び位置は国土交通省組織令に、管轄区域は気象庁組織規則にそれぞれ規定されている。
沖縄気象台は、法令の規定により当面の間管区気象台と同等の地位とされている。
- 札幌管区気象台（位置：北海道札幌市）（省令91条） - 北海道及びその地先水面の区域（政令240条）

北海道地方を管轄する。
- 仙台管区気象台（宮城県仙台市） - 青森県、岩手県、宮城県、秋田県、山形県、福島県並びにそれらの地先水面の区域

東北地方を管轄する。
- 東京管区気象台（東京都清瀬市） - 茨城県、栃木県、群馬県、埼玉県、千葉県、東京都、神奈川県、新潟県、富山県、石川県、福井県、山梨県、長野県、岐阜県、静岡県、愛知県、三重県並びにそれらの地先水面の区域

関東地方、中部地方及び三重県を管轄する。
- 大阪管区気象台（大阪府大阪市） - 滋賀県、京都府、大阪府、兵庫県、奈良県、和歌山県、鳥取県、島根県、岡山県、広島県、徳島県、香川県、愛媛県、高知県並びにそれらの地先水面の区域

近畿地方、中国地方及び四国地方を管轄する。（山口県及び三重県は除く）
- 福岡管区気象台（福岡県福岡市） - 山口県、福岡県、佐賀県、長崎県、熊本県、大分県、宮崎県、鹿児島県並びにそれらの地先水面の区域

九州地方、山口県及び薩南諸島を管轄する。
- 沖縄気象台（沖縄県那覇市） - 沖縄県並びにそれらの地先水面の区域

沖縄県及び南西諸島（薩南諸島を除く）を管轄する。

## 組織
管区気象台及び沖縄気象台の組織は基本的に、法律の国土交通省設置法、政令の国土交通省組織令および省令の気象庁組織規則が階層的に規定しており、以下のようになっている。
- 管区気象台(法律第48条第1項）(5)
  - 台長
  - 総務部（省令92条）
    - 危機管理調整官（省令94条の2第1項）（1）
    - 危機管理調整官（省令94条の3第1項）（1）
    - 総務課（省令96条）
    - 会計課
    - 業務課

  - 気象防災部
    - 次長（省令94条の4第1項）（1）
    - 気象防災情報調整官（省令94条の5第1項）（1)
    - 地震情報官（省令95条第1項）（1）（東京管区気象台を除く）
    - 火山防災情報調整官（省令95条の2第1項）（1）（東京・大阪管区気象台を除く）
    - 気候変動・海洋情報調整官（省令95条の3第1項）（1）
    - 地震津波火山防災情報調整官（省令95条の4第1項）（1）（東京管区気象台に限る）
    - 防災調査課（省令100条）
    - 予報課（東京管区気象台を除く）
    - 観測課（東京管区気象台を除く）
    - 地震火山課（東京管区気象台を除く）
    - 通信課（大阪管区気象台に限る）
    - 地球環境・海洋課
    - 技術課（東京管区気象台に限る）
    - 地域火山監視・警報センター（東京・大阪管区気象台を除く）

前身は技術部で、沿岸域の現象を含めた気象防災機能の強化を図るため、2013年10月1日に海洋気象台が管区気象台へ統合されるのと同時に改称され、組織を拡充された。
- 沖縄気象台（法律第48条第2項）
  - 台長
  - 次長（省令109条第1項）(2)
  - 危機管理調整官（省令第109条の2第1項）(1)
  - 情報セキュリティ管理官（省令第109条の3第1項）(1)
  - 気象防災情報調整官（省令第109条の4第1項）(1)
  - 地震津波火山防災情報調整官（省令第109条の5第1項）(1)
  - 気候変動・海洋情報調整官（省令第109条の6第1項）(1)
  - 総務課（省令第110条第1項）
  - 会計課
  - 業務課
  - 防災調査課
  - 予報課
  - 観測課
  - 地震火山課
  - 地球環境・海洋課
- 地方気象台（法律50条1項）（55）

55の地方気象台のうち5つは航空地方気象台である。
2013年10月の国土交通省設置法改正法の施行により、新たに函館、神戸、長崎の3つの海洋気象台が地方気象台に改組された。
- 測候所（法律50条3項）（5）

5の測候所のうち3つは航空測候所である。